# Col de la Louze
Pour les articles homonymes, voir Col de la Lauze.
Le col de la Louze est un col de France situé dans les Alpes, en Savoie, entre le Beaufortain au nord et la vallée de la Tarentaise au sud.

## Géographie
À 2 119 mètres d'altitude, il est dominé par le Grand Mont. Il se trouve au croisement de plusieurs sentiers de randonnée : venant du lac de Saint-Guérin au nord-nord-est, venant des alpages autour du refuge de l'Écondu et du Cormet d'Arêches à l'est, venant de la vallée de la Grande Maison au sud-sud-ouest, venant des lacs de la Tempête à l'ouest ou encore du sommet du Grand Mont au nord-ouest. De ce fait, il constitue un point de passage fréquenté par les randonneurs au cours de la saison estivale.

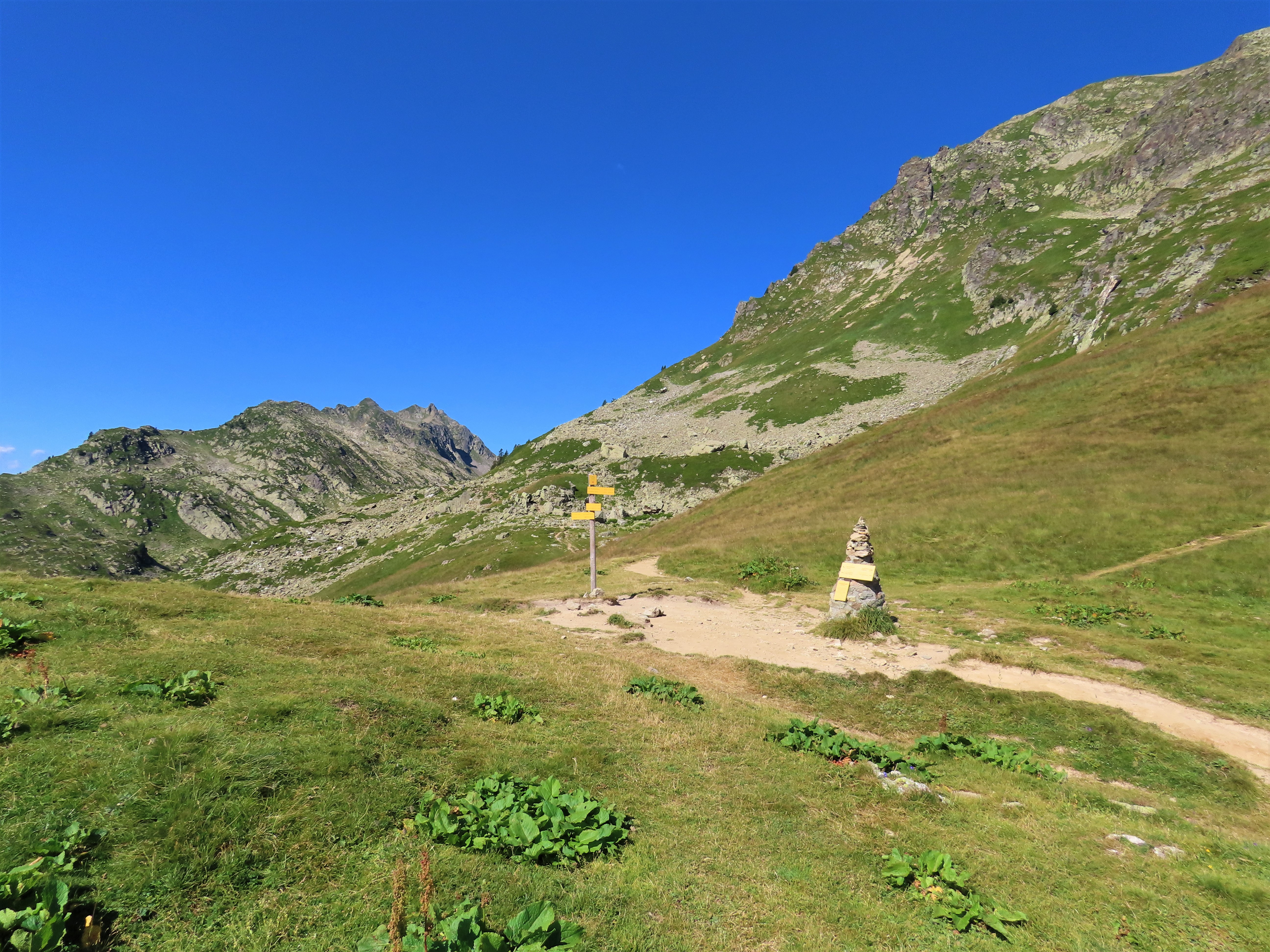
Le col dominé par le Grand Mont à droite et le chaînon de Comborsier à gauche.

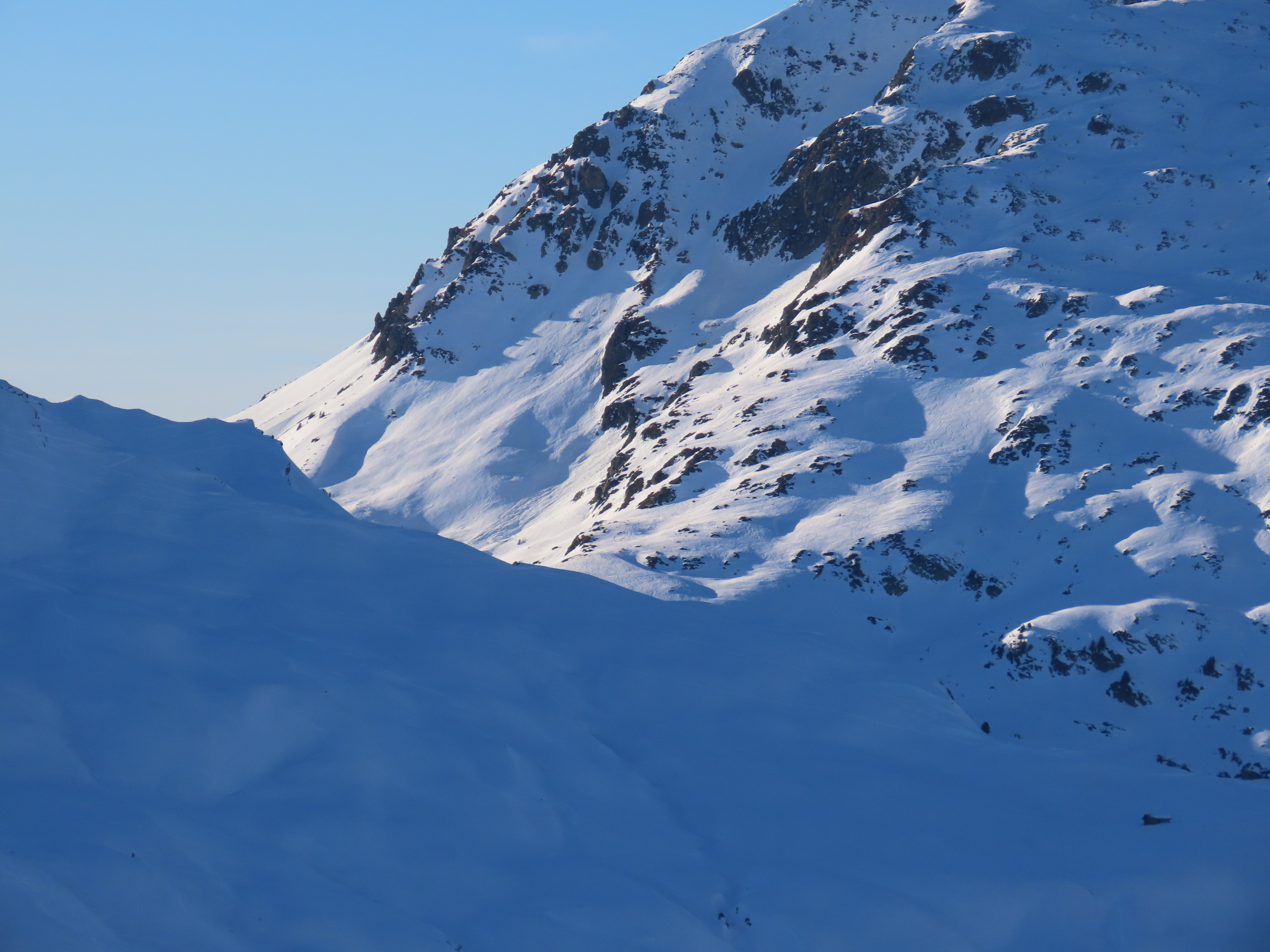
Vue hivernale du col de la Louze depuis la croix du berger à l'est.